# Cmentarz Zbraslavski
Cmentarz Zbraslavski (czes. Zbraslavský hřbitov) – cmentarz położony w stolicy Czech w dzielnicy Praga 5 Zbraslav na górze Havlin przy kościele św. Gawła. 
Cmentarz powstał w średniowieczu przy istniejącej tu kaplicy św. Gawła, po zburzeniu klasztoru kaplicę rozbudowano i zaczęła ona pełnić rolę świątyni cmentarnej. Obecnie w ściany kościoła są wmurowane tablice nagrobne i epitafia pochodzące z XIX wieku. Na terenie cmentarza znajduje się ośmiokątna dzwonnica z 1723. Podczas prac ziemnych w południowej części cmentarza grabarze natrafili metr pod ziemią na gruby ceglany mur, nie przeprowadzono wówczas prac archeologicznych, natomiast mur ten stał się częścią grobowca numer 326. W części przeznaczonej na pochówki urnowe znajdują się rzeźby nagrobne autorstwa Františka Bílka, Josefa Wagnera i Bohuslava Kafki, do najcenniejszych pod względem artystycznym należy grobowiec z 1880 z rzeźbą Jezusa z Nazaretu będącą dziełem Josefa Václava Myslbeka. 
Wśród pochowanych miejsce spoczynku znalazł tu m.in. historyk Jiří Kotalík oraz kompozytor i muzyk Jaromír Vejvoda.